# Eryngium planum
Espèce
Synonymes
- Eryngium armatum Csató ex Simonk.[1]
- Eryngium brunardii Guétrot[1]
- Eryngium caeruleum Gilib.[1]
- Eryngium intermedium Weinm.[1]
- Eryngium latifolium Gilib.[1]
- Eryngium planifolium Pall.[1]

Eryngium planum, le Panicaut à feuilles planes, est une espèce de plantes de la famille des Apiaceae.

## Répartition
Sud-est de l'Europe.

## Liste des variétés
Selon Tropicos (5 septembre 2019) :
- Eryngium planum var. armatum Csató ex Simonk.